# Festival international du film de Locarno 2021

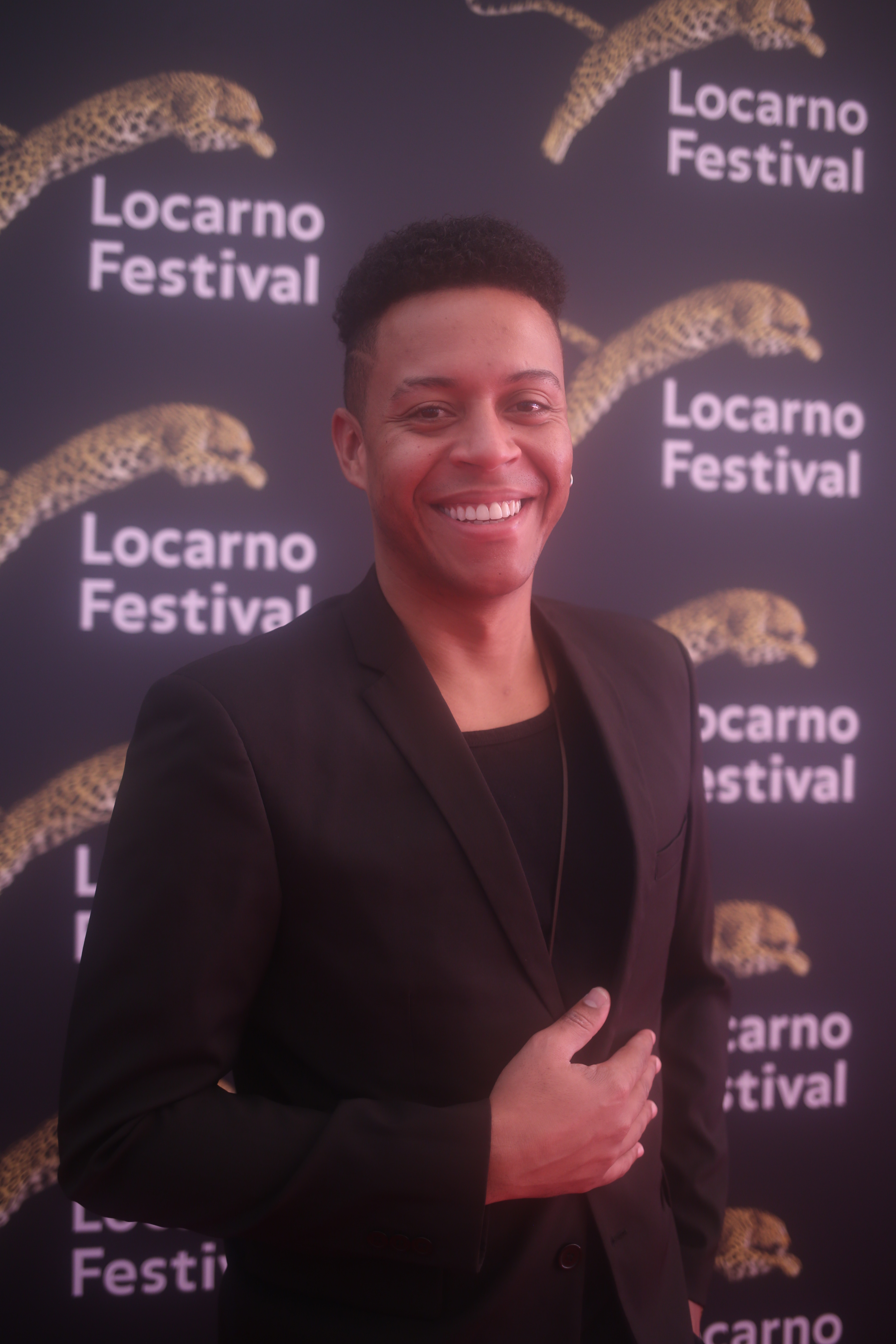

Le Festival international du film de Locarno 2021, la 74e édition du festival (74o Festival del film Locarno), se déroule du 4 au 14 août 2021.

## Déroulement et faits marquants
Le réalisateur John Landis reçoit le Léopard d'honneur (Pardo d'Onore).
L'actrice Laetitia Casta reçoit l'Excellence Award.
Le 14 août 2021, le palmarès est dévoilé et c'est le film indonésien Vengeance Is Mine, All Others Pay Cash de Edwin qui remporte le Léopard d'or. Le Prix spécial du jury est remporté par Jiao ma tang hui de Qiu Jiongjiong, le Léopard pour la meilleure réalisation par Abel Ferrara pour Zeros and Ones. Anastasia Krasovskaya remporte le Léopard pour la meilleure interprétation féminine pour son rôle dans Gerda, Mohamed Mellali et Valero Escolar remportent le Léopard de la meilleure interprétation masculine pour leurs rôles dans Sis dies corrents,.

## Jurys

### Concorso internazionale
- Eliza Hittman (présidente du jury), réalisatrice  États-Unis
- Kevin Jerome Everson, artiste  États-Unis
- Philippe Lacôte, réalisateur  Côte d'Ivoire
- Leonor Silveira, actrice  Portugal
- Isabella Ferrari, actrice  Italie

### Concorso Cineasti del presente
- Agathe Bonitzer, actrice  France
- Mattie Do, réalisatrice  États-Unis
- Vanja Kaludjerčić, directrice du Festival de Rotterdam  Croatie

### Pardi di domani
- Kamal Aljafari, artiste  Palestine
- Marie-Pierre Macia, productrice  France
- Adina Pintilie, réalisatrice  Roumanie

## Sélection[5]

### Concorso internazionale
- After Blue (Paradis sale) de Bertrand Mandico  France
- The River (Al Naher) de Ghassan Salhab  Liban
- Espíritu sagrado de Chema García Ibarra  Espagne
- Gerda de Natalia Koudriachova  Russie
- I giganti de Bonifacio Angius  Italie
- Jiao ma tang hui de Qiu Jiongjiong  Hong Kong
- Juju Stories de C.J. "Fiery" Obasi, Abba T. Makama et Michael Omonua  Nigeria
- La Place d'une autre de Aurélia Georges  France
- Cop Secret (Leynilögga) de Hannes Þór Halldórsson  Islande
- Luzifer de Peter Brunner  Autriche
- Médée (Медея), d'Aleksandr Zeldovitch  Russie
- Heavens Above (Nebesa) de Srđan Dragojević  Serbie
- Petite Solange de Axelle Ropert  France
- Vengeance Is Mine, All Others Pay Cash de Edwin  Indonésie
- Sis dies corrents de Neus Ballús  Espagne
- Soul of a Beast  de Lorenz Merz  Suisse
- Zeros and Ones de Abel Ferrara  États-Unis

### Concorso Cineasti del presente
- Actual People de Kit Zauhar  États-Unis
- Agia Emi de Araceli Lemos  Grèce
- Amansa tiafi de Kofi Ofosu-Yeboah  Ghana
- Brotherhood de Francesco Montagner  Tchéquie  Italie
- Virgin Blue de Niu Xiaoyu  Chine
- Il legionario de Hleb Papou  Italie
- Whether the Weather Is Fine de Carlo Francisco Manatad  Philippines
- L'Été l'éternité de Émilie Aussel  France
- Mis hermanos sueñan despiertos de Claudia Huaiquimilla  Chili
- Mostro de José Pablo Escamilla  Mexique
- Niemand ist bei den Kälbern de Sabrina Sarabi  Allemagne
- Shankar's Fairies de Irfana Majumdar  Inde
- Streams de Mehdi Hmili  Tunisie
- Wet Sand de Elene Naveriani  Géorgie Suisse
- Zahorí de Marí Alessandrini  Argentine  Chili

### Piazza Grande
- 100 Minutes de Gleb Panfilov  Russie
- Beckett de Ferdinando Cito Filomarino  Italie
- Free Guy de Shawn Levy  États-Unis
- Heat de Michael Mann  États-Unis
- Hinterland de Stefan Ruzowitzky  Autriche
- Ida Red de John Swab  États-Unis
- Monte Verità de Stefan Jäger  Suisse  Autriche  Allemagne
- American College (National Lampoon's Animal House) de John Landis  États-Unis
- Respect de Liesl Tommy  États-Unis
- Rose de Aurélie Saada  France
- Sinkhole (Sing-keu-hol) de Kim Ji-hoon  Corée du Sud
- The Alleys de Bassel Ghandour  Jordanie
- Terminator de James Cameron  États-Unis
- Vortex de Gaspar Noé  France
- Yaya et Lennie - The Walking Liberty de Alessandro Rak  Italie

### Fuori concorso
- Dal pianeta degli umani de Giovanni Cioni  Italie
- Il mostro della cripta de Daniele Misischia  Italie
- Mad God de Phil Tippett  États-Unis
- Pathos Ethos Logos de Joaquim Pinto et Nuno Leonel Coelho  Portugal
- Rampart de Marko Grba Singh  Serbie
- She Will de Charlotte Colbert  Royaume-Uni
- The Sadness de Rob Jabbaz  Taïwan

### Piazza Grande: Prefestival
Projections le 3 août 2021.
- Lynx de Laurent Geslin  Suisse  France
- Tomorrow My Love de Gitanjali Rao  Inde

## Palmarès

### Concorso Internazionale
- Léopard d'or : Vengeance Is Mine, All Others Pay Cash de Edwin
- Prix spécial du jury : Jiao ma tang hui de Qiu Jiongjiong
- Léopard de la meilleure réalisation : Abel Ferrara pour Zeros and Ones
- Léopard de la meilleure interprétation féminine : Anastasia Krasovskaya pour son rôle dans Gerda
- Léopard de la meilleure interprétation masculine : Mohamed Mellali et Valero Escolar pour leurs rôles dans Sis dies corrents
- Mentions spéciales (ex æquo) : Espíritu sagrado de Chema García Ibarra, et Soul of a Beast de Lorenz Merz

### Concorso Cineasti del presente
- Léopard d'or : Brotherhood de Francesco Montagner
- Prix du meilleur réalisateur émergent : Hleb Papoupour Il legionario
- Prix spécial du jury : L'Été l'éternité de Émilie Aussel
- Meilleure interprétation féminine : Saskia Rosendahl pour son rôle dans Niemand ist bei den Kälbern
- Meilleure interprétation masculine : Gia Agumava pour son rôle dans Wet Sand

### First Feature
- Prix pour la meilleure première œuvre : She Will de Charlotte Colbert
- Mention spéciale : Holy Emy (Agia Emi) de Araceli Lemos

### Pardi di domani

#### Compétition internationale
- Pardino d’oro Swiss Life du meilleur court métrage d’auteur : Criatura de María Silvia Esteve
- Pardino d’oro SRG SSR pour le meilleur court métrage international : Fantasma Neon de Leonardo Martinelli
- Pardino d’argento SRG SSR de la compétition internationale : Les Démons de Dorothy, Alexis Langlois
- Prix de la mise en scène Pardi di domani – BONALUMI Engineering : Eliane Esther Bots pour In Flow of Words, Pays-Bas
- Prix Medien Patent Verwaltung AG : IMUHIRA (HOME) de Myriam Uwiragiye Birara, Ruanda

#### Compétition nationale
- Pardino d'or du meilleur court métrage suisse : CHUTE (STRANGERS) de Nora Longatti
- Pardino d'argent : AFTER A ROOM de Naomi Pacifique
- Prix Action Light du meilleur espoir suisse : Flavio Luca Marano et Jumana Issa pour ES MUSS (IT MUST)

### Piazza Grande[6]
- Prix du public : Hinterland de Stefan Ruzowitzky
- Prix Variety : Rose de Aurélie Saada

### Prix œcuménique
- Prix œcuménique :
- Mention spéciale :

### Prix des jurys des jeunes

#### Premier jury
- Premier prix :
- Deuxième prix :
- Troisième prix :
- Mentions spéciales :

#### Deuxième jury
- Prix pour la compétition internationale :
- Prix pour la compétition nationale :
- Mentions spéciales :

#### Troisième jury
- Prix du meilleur film de Cinéastes du Présent :
- Mention spéciale :

### Prix de la Semaine de la Critique
- Prix :
- Prix Zonta Club :

### Prix spéciaux
- Léopard d'honneur (Pardo d'Onore) : John Landis
- Excellence Award : Laetitia Casta
- prix Raimondo Rezzonico :
- Prix Utopia :
- Léopard de la carrière :
- Léopard Club Award :
- Vision Award Ticinomoda :
- Prix FIPRESCI : After Blue (Paradis sale) de Bertrand Mandico
- Prix Europa Cinemas Label :
- Prix « L’environnement, c’est la qualité de la vie » :
- Prix remis par les Internationales Kurzfilmtage Winterthur :